# Judo ai Giochi della XXXII Olimpiade - Squadre miste

## Risultati

### Finale
|  | Finale   |          |   |  |
|  |          |          |   |  |
|  | Giappone | Giappone | 1 |  |
|  | Francia  | Francia  | 4 |  |

### Ripescaggi
|  | 1º turno | 1º turno | 1º turno |  |  | Finali 3º posto | Finali 3º posto | Finali 3º posto |  |
|  |          |          |          |  |  |                 |                 |                 |  |
|  | Germania | Germania | 4        |  |  |                 |                 |                 |  |
|  | Mongolia | Mongolia | 2        |  |  | Germania        | Germania        | 4               |  |
|  |          |          |          |  |  | Paesi Bassi     | Paesi Bassi     | 2               |  |
|  |          |          |          |  |  |                 |                 |                 |  |
|  | Israele  | Israele  | 4        |  |  |                 |                 |                 |  |
|  | Brasile  | Brasile  | 2        |  |  | Israele         | Israele         | 4               |  |
|  |          |          |          |  |  | ROC             | ROC             | 1               |  |

### Pool A
|  | Primo turno               | Primo turno |          |   | Quarti di finale | Quarti di finale |  |  | Semifinale | Semifinale |
|  |                           |             |          |   |                  |                  |  |  |            |            |
|  |                           |             |          |   |                  |                  |  |  |            |            |
|  |                           |             |          |   |                  |                  |  |  |            |            |
|  |                           |             |          |   |                  |                  |  |  |            |            |
|  |                           |             |          |   |                  |                  |  |  |            |            |
|  |                           |             |          |   |                  |                  |  |  |            |            |
|  | Giappone                  | 4           |          |   |                  |                  |  |  |            |            |
|  | Giappone                  | 4           |          |   |                  |                  |  |  |            |            |
|  |                           |             | Germania | 2 |                  |                  |  |  |            |            |
|  | Germania                  | 4           | Germania | 2 |                  |                  |  |  |            |            |
|  | Germania                  | 4           |          |   |                  |                  |  |  |            |            |
|  | Atleti Olimpici Rifugiati | 0           |          |   |                  |                  |  |  |            |            |
|  | Atleti Olimpici Rifugiati | 0           | Giappone | 4 |                  |                  |  |  |            |            |
|  |                           |             | Giappone | 4 |                  |                  |  |  |            |            |
|  |                           | ROC         | 0        |   |                  |                  |  |  |            |            |
|  |                           | ROC         | 0        |   |                  |                  |  |  |            |            |
|  |                           |             |          |   |                  |                  |  |  |            |            |
|  |                           |             |          |   |                  |                  |  |  |            |            |
|  | ROC                       | 4           |          |   |                  |                  |  |  |            |            |
|  | ROC                       | 4           |          |   |                  |                  |  |  |            |            |
|  |                           |             | Mongolia | 2 |                  |                  |  |  |            |            |
|  | Mongolia                  | 4           | Mongolia | 2 |                  |                  |  |  |            |            |
|  | Mongolia                  | 4           |          |   |                  |                  |  |  |            |            |
|  | Corea del Sud             | 1           |          |   |                  |                  |  |  |            |            |
|  | Corea del Sud             | 1           |          |   |                  |                  |  |  |            |            |

### Pool B
|  | Primo turno | Primo turno |             |   | Quarti di finale | Quarti di finale |  |  | Semifinale | Semifinale |
|  |             |             |             |   |                  |                  |  |  |            |            |
|  |             |             |             |   |                  |                  |  |  |            |            |
|  |             |             |             |   |                  |                  |  |  |            |            |
|  |             |             |             |   |                  |                  |  |  |            |            |
|  |             |             |             |   |                  |                  |  |  |            |            |
|  |             |             |             |   |                  |                  |  |  |            |            |
|  | Francia     | 4           |             |   |                  |                  |  |  |            |            |
|  | Francia     | 4           |             |   |                  |                  |  |  |            |            |
|  |             |             | Israele     | 3 |                  |                  |  |  |            |            |
|  | Italia      | 3           | Israele     | 3 |                  |                  |  |  |            |            |
|  | Italia      | 3           |             |   |                  |                  |  |  |            |            |
|  | Israele     | 4           |             |   |                  |                  |  |  |            |            |
|  | Israele     | 4           | Francia     | 4 |                  |                  |  |  |            |            |
|  |             |             | Francia     | 4 |                  |                  |  |  |            |            |
|  |             | Paesi Bassi | 0           |   |                  |                  |  |  |            |            |
|  |             | Paesi Bassi | 0           |   |                  |                  |  |  |            |            |
|  |             |             |             |   |                  |                  |  |  |            |            |
|  |             |             |             |   |                  |                  |  |  |            |            |
|  | Brasile     | 2           |             |   |                  |                  |  |  |            |            |
|  | Brasile     | 2           |             |   |                  |                  |  |  |            |            |
|  |             |             | Paesi Bassi | 4 |                  |                  |  |  |            |            |
|  | Paesi Bassi | 4           | Paesi Bassi | 4 |                  |                  |  |  |            |            |
|  | Paesi Bassi | 4           |             |   |                  |                  |  |  |            |            |
|  | Uzbekistan  | 3           |             |   |                  |                  |  |  |            |            |
|  | Uzbekistan  | 3           |             |   |                  |                  |  |  |            |            |

## Incontri

### Primo turno

#### Germania vs Atleti Olimpici Rifugiati
| Categoria        | Germania         | Risultato | Atleti Olimpici Rifugiati | Punteggio |
| ---------------- | ---------------- | --------- | ------------------------- | --------- |
| +90 kg maschile  | Johannes Frey    | 10 – 00   | Javad Mahjoub             | 1 – 0     |
| –57 kg femminile | Theresa Stoll    | 10 – 00   | Sanda Aldass              | 2 – 0     |
| –73 kg maschile  | Igor Wandtke     | 10 – 00   | Ahmad Alikaj              | 3 – 0     |
| –70 kg femminile | Martyna Trajdos  | 10 – 00   | Muna Dahouk               | 4 – 0     |
| -90 kg maschile  | Dominic Ressel   | –         | Popole Misenga            | –         |
| +70 kg femminile | Jasmin Grabowski | –         | Nigara Shaheen            | –         |
| Note:            |                  |           |                           |           |

#### Mongolia vs Corea del Sud
| Categoria        | Mongolia                  | Risultato | Corea del Sud  | Punteggio |
| ---------------- | ------------------------- | --------- | -------------- | --------- |
| +90 kg maschile  | Ölziibayaryn Düürenbayar  | 00 – 10   | Kim Min-jong   | 0 – 1     |
| –57 kg femminile | Dorjsürengiin Sumiyaa     | 01 – 00   | Kim Ji-su      | 1 – 1     |
| –73 kg maschile  | Tsend-Ochiryn Tsogtbaatar | 10 – 00   | An Chang-rim   | 2 – 1     |
| –70 kg femminile | Boldyn Gankhaich          | 01 – 00   | Kim Seong-yeon | 3 – 1     |
| –90 kg maschile  | Gantulgyn Altanbagana     | 10 – 00   | Gwak Dong-han  | 4 – 1     |
| +70 kg femminile | Otgony Mönkhtsetseg       | –         | Han Mi-jin     | –         |
| Note:            |                           |           |                |           |

#### Italia vs Israele
| Categoria        | Italia            | Risultato | Israele           | Punteggio |
| ---------------- | ----------------- | --------- | ----------------- | --------- |
| +90 kg maschile  | Nicholas Mungai   | 00 – 10   | Peter Paltchik    | 0 – 1     |
| –57 kg femminile | Odette Giuffrida  | 01 – 00   | Timna Nelson-Levy | 1 – 1     |
| -73 kg maschile  | Fabio Basile      | 01 – 00   | Tohar Butbul      | 2 – 1     |
| –70 kg femminile | Maria Centracchio | 00 – 10   | Gili Sharir       | 2 – 2     |
| –90 kg maschile  | Christian Parlati | 11 – 01   | Li Kochman        | 3 – 2     |
| +70 kg femminile | Alice Bellandi    | 00 – 01   | Raz Hershko       | 3 – 3     |
| –70 kg femminile | Maria Centracchio | 00 – 10   | Gili Sharir       | 3 – 4     |
| Note:            |                   |           |                   |           |

#### Paesi Bassi vs Uzbekistan
| Categoria        | Paesi Bassi        | Risultato | Uzbekistan           | Punteggio |
| ---------------- | ------------------ | --------- | -------------------- | --------- |
| +90 kg maschile  | Henk Grol          | 00 – 10   | Bekmurod Oltiboev    | 0 – 1     |
| –57 kg femminile | Sanne Verhagen     | 10 – 00   | Diyora Keldiyorova   | 1 – 1     |
| -73 kg maschile  | Tornike Tsjakadoea | 00 – 10   | Khikmatillokh Turaev | 1 – 2     |
| –70 kg femminile | Sanne van Dijke    | 00 – 10   | Gulnoza Matniyazova  | 1 – 3     |
| –90 kg maschile  | Noël van 't End    | 10 – 00   | Davlat Bobonov       | 2 – 3     |
| +70 kg femminile | Guusje Steenhuis   | 10 – 00   | Farangiz Khojieva    | 3 – 3     |
| +90 kg maschile  | Henk Grol          | 10 – 00   | Bekmurod Oltiboev    | 4 – 3     |
| Note:            |                    |           |                      |           |

### Quarti di finale

#### Giappone vs Germania
| Categoria        | Giappone        | Risultato | Germania             | Punteggio |
| ---------------- | --------------- | --------- | -------------------- | --------- |
| -57 kg femminile | Uta Abe         | 00 – 10   | Theresa Stoll        | 0 – 1     |
| -73 kg maschile  | Shōhei Ōno      | 00 – 01   | Igor Wandtke         | 0 – 2     |
| -70 kg femminile | Chizuru Arai    | 10 – 00   | Giovanna Scoccimarro | 1 – 2     |
| -90 kg maschile  | Shoichiro Mukai | 01 – 00   | Eduard Trippel       | 2 – 2     |
| +70 kg femminile | Akira Sone      | 10 – 00   | Jasmin Grabowski     | 3 – 2     |
| +90 kg maschile  | Aaron Wolf      | 01 – 00   | Johannes Frey        | 4 – 2     |
| Note:            |                 |           |                      |           |

#### ROC vs Mongolia
| Categoria        | ROC                   | Risultato | Mongolia                  | Punteggio |
| ---------------- | --------------------- | --------- | ------------------------- | --------- |
| -57 kg femminile | Daria Mezhetskaia     | 01 – 00   | Dorjsürengiin Sumiya      | 1 – 0     |
| -73 kg maschile  | Musa Mogushkov        | 00 – 01   | Tsend-Ochiryn Tsogtbaatar | 1 – 1     |
| -70 kg femminile | Madina Taimazova      | 10 – 00   | Boldyn Gankhaich          | 2 – 1     |
| -90 kg maschile  | Mikhail Igolnikov     | 01 – 10   | Saeid Mollaei             | 2 – 2     |
| +70 kg femminile | Aleksandra Babintseva | 10 – 00   | Otgony Mönkhtsetseg       | 3 – 2     |
| +90 kg maschile  | Tamerlan Bashaev      | 01 – 00   | Ölziibayaryn Düürenbayar  | 4 – 2     |
| Note:            |                       |           |                           |           |

#### Francia vs Israele
| Categoria        | Francia              | Risultato | Israele           | Punteggio |
| ---------------- | -------------------- | --------- | ----------------- | --------- |
| -57 kg femminile | Sarah-Léonie Cysique | 01 – 11   | Timna Nelson-Levy | 0 – 1     |
| -73 kg maschile  | Guillaume Chaine     | 01 – 00   | Tohar Butbul      | 1 – 1     |
| -70 kg femminile | Margaux Pinot        | 00 – 01   | Gili Sharir       | 1 – 2     |
| -90 kg maschile  | Axel Clerget         | 00 – 10   | Li Kochman        | 1 – 3     |
| +70 kg femminile | Romane Dicko         | 10 – 00   | Raz Hershko       | 2 – 3     |
| +90 kg maschile  | Teddy Riner          | 10 – 00   | Or Sasson         | 3 – 3     |
| -70 kg femminile | Margaux Pinot        | 10 – 00   | Gili Sharir       | 4 – 3     |
| Note:            |                      |           |                   |           |

#### Brasile vs Paesi Bassi
| Categoria        | Brasile         | Risultato | Paesi Bassi        | Punteggio |
| ---------------- | --------------- | --------- | ------------------ | --------- |
| -57 kg femminile | Larissa Pimenta | 00 – 10   | Sanne Verhagen     | 0 – 1     |
| -73 kg maschile  | Daniel Cargnin  | 01 – 00   | Tornike Tsjakadoea | 1 – 1     |
| -70 kg femminile | Maria Portela   | 00 – 10   | Sanne van Dijke    | 1 – 2     |
| -90 kg maschile  | Rafael Macedo   | 00 – 01   | Noël van 't End    | 1 – 3     |
| +70 kg femminile | Mayra Aguiar    | 10 – 00   | Guusje Steenhuis   | 2 – 3     |
| +90 kg maschile  | Rafael Silva    | 00 – 10   | Henk Grol          | 2 – 4     |
| Note:            |                 |           |                    |           |

### Ripescaggi

#### Germania vs Mongolia
| Categoria        | Germania             | Risultato | Mongolia                  | Punteggio |
| ---------------- | -------------------- | --------- | ------------------------- | --------- |
| -73 kg maschile  | Igor Wandtke         | 00 – 01   | Tsend-Ochiryn Tsogtbaatar | 0 – 1     |
| -70 kg femminile | Giovanna Scoccimarro | 10 – 00   | Boldyn Gankhaich          | 1 – 1     |
| -90 kg maschile  | Eduard Trippel       | 00 – 01   | Saeid Mollaei             | 1 – 2     |
| +70 kg femminile | Jasmin Grabowski     | 10 – 00   | Otgony Mönkhtsetseg       | 2 – 2     |
| +90 kg maschile  | Johannes Frey        | 10 – 00   | Ölziibayaryn Düürenbayar  | 3 – 2     |
| -57 kg femminile | Theresa Stoll        | 10 – 00   | Dorjsürengiin Sumiya      | 4 – 2     |
| Note:            |                      |           |                           |           |

#### Israele vs Brasile
| Categoria        | Israele           | Risultato | Brasile             | Punteggio |
| ---------------- | ----------------- | --------- | ------------------- | --------- |
| -73 kg maschile  | Tohar Butbul      | 10 – 00   | Eduardo Barbosa     | 1 – 0     |
| -70 kg femminile | Gili Sharir       | 00 – 10   | Maria Portela       | 1 – 1     |
| -90 kg maschile  | Li Kochman        | 10 – 00   | Eduardo Yudy Santos | 2 – 1     |
| +70 kg femminile | Raz Hershko       | 00 – 10   | Mayra Aguiar        | 2 – 2     |
| +90 kg maschile  | Peter Paltchik    | 10 – 00   | Rafael Buzacarini   | 3 – 2     |
| -57 kg femminile | Timna Nelson-Levy | 10 – 00   | Larissa Pimenta     | 4 – 2     |
| Note:            |                   |           |                     |           |

### Semifinali

#### Giappone vs ROC
| Categoria        | Giappone        | Risultato | ROC                   | Punteggio |
| ---------------- | --------------- | --------- | --------------------- | --------- |
| -73 kg maschile  | Shōhei Ōno      | 10 – 00   | Musa Mogushkov        | 1 – 0     |
| -70 kg femminile | Chizuru Arai    | 10 – 00   | Madina Taimazova      | 2 – 0     |
| -90 kg maschile  | Shoichiro Mukai | 10 – 00   | Mikhail Igolnikov     | 3 – 0     |
| +70 kg femminile | Akira Sone      | 10 – 00   | Aleksandra Babintseva | 4 – 0     |
| +90 kg maschile  | Aaron Wolf      | –         | Tamerlan Bashaev      | –         |
| -57 kg femminile | Tsukasa Yoshida | –         | Daria Mezhetskaia     | –         |
| Results          |                 |           |                       |           |

#### Francia vs Paesi Bassi
| Categoria        | Francia              | Risultato | Paesi Bassi        | Punteggio |
| ---------------- | -------------------- | --------- | ------------------ | --------- |
| -73 kg maschile  | Guillaume Chaine     | 10 – 00   | Tornike Tsjakadoea | 1 – 0     |
| -70 kg femminile | Clarisse Agbegnenou  | 01 – 00   | Sanne van Dijke    | 2 – 0     |
| -90 kg maschile  | Axel Clerget         | 01 – 00   | Noël van 't End    | 3 – 0     |
| +70 kg femminile | Romane Dicko         | 01 – 00   | Guusje Steenhuis   | 4 – 0     |
| +90 kg maschile  | Teddy Riner          | –         | Michael Korrel     | –         |
| -57 kg femminile | Sarah-Léonie Cysique | –         | Sanne Verhagen     | –         |
| Note:            |                      |           |                    |           |

### Finale per il bronzo

#### Germania vs Paesi Bassi
| Categoria        | Germania             | Risultato | Paesi Bassi        | Punteggio |
| ---------------- | -------------------- | --------- | ------------------ | --------- |
| -70 kg femminile | Giovanna Scoccimarro | 00 – 10   | Sanne van Dijke    | 0 – 1     |
| -90 kg maschile  | Dominic Ressel       | 10 – 00   | Noël van 't End    | 1 – 1     |
| +70 kg femminile | Anna-Maria Wagner    | 01 – 00   | Guusje Steenhuis   | 2 – 1     |
| +90 kg maschile  | Karl-Richard Frey    | 00 – 10   | Henk Grol          | 2 – 2     |
| -57 kg femminile | Theresa Stoll        | 10 – 01   | Sanne Verhagen     | 3 – 2     |
| -73 kg maschile  | Sebastian Seidl      | 10 – 00   | Tornike Tsjakadoea | 4 – 2     |
| Note:            |                      |           |                    |           |

#### Israele vs ROC
| Categoria        | Israele           | Risultato | ROC                   | Punteggio |
| ---------------- | ----------------- | --------- | --------------------- | --------- |
| -70 kg femminile | Gili Sharir       | 00 – 01   | Madina Taimazova      | 0 – 1     |
| -90 kg maschile  | Sagi Muki         | 10 – 00   | Mikhail Igolnikov     | 1 – 1     |
| +70 kg femminile | Raz Hershko       | 10 – 00   | Aleksandra Babintseva | 2 – 1     |
| +90 kg maschile  | Peter Paltchik    | 01 – 00   | Tamerlan Bashaev      | 3 – 1     |
| -57 kg femminile | Timna Nelson-Levy | 10 – 01   | Daria Mezhetskaia     | 4 – 1     |
| -73 kg maschile  | Tohar Butbul      | –         | Musa Mogushkov        | –         |
| Note:            |                   |           |                       |           |

### Finale

#### Giappone vs Francia
| Categoria        | Giappone        | Risultato | Francia              | Punteggio |
| ---------------- | --------------- | --------- | -------------------- | --------- |
| -70 kg femminile | Chizuru Arai    | 00 – 10   | Clarisse Agbegnenou  | 0 – 1     |
| -90 kg maschile  | Shoichiro Mukai | 00 – 10   | Axel Clerget         | 0 – 2     |
| +70 kg femminile | Akira Sone      | 10 – 00   | Romane Dicko         | 1 – 2     |
| +90 kg maschile  | Aaron Wolf      | 00 – 01   | Teddy Riner          | 1 – 3     |
| -57 kg femminile | Tsukasa Yoshida | 00 – 01   | Sarah-Léonie Cysique | 1 – 4     |
| -73 kg maschile  | Shōhei Ōno      | –         | Guillaume Chaine     | –         |
| Note.            |                 |           |                      |           |